# Wilhelm Maybach

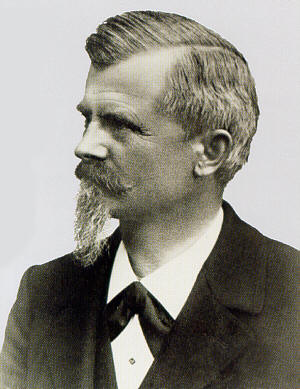
Wilhelm Maybach um 1900

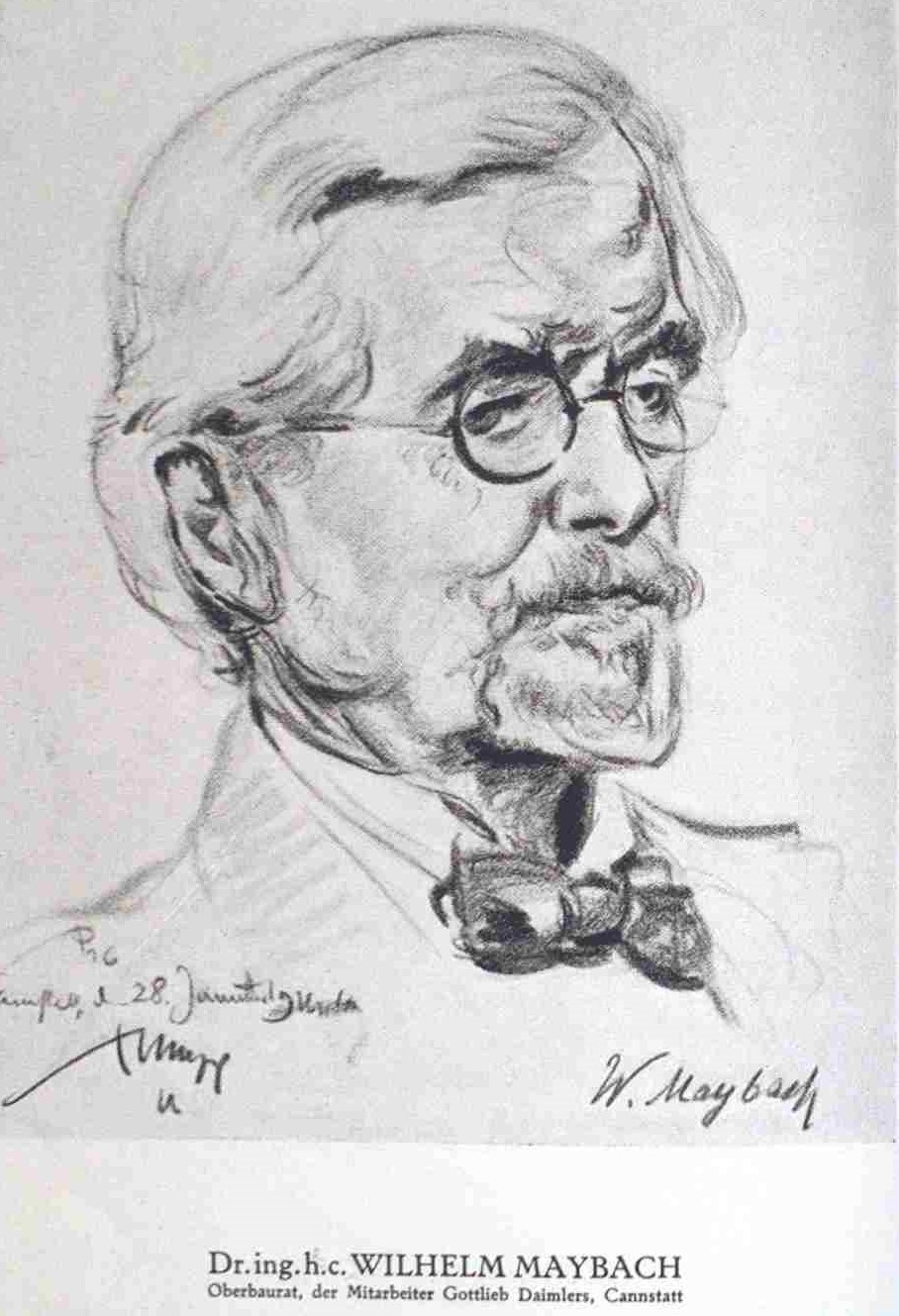
Emil Stumpp: Wilhelm Maybach (1926)

August Wilhelm Maybach (* 9. Februar 1846 in Heilbronn; † 29. Dezember 1929 in Stuttgart-Cannstatt) war ein deutscher Konstrukteur und Automobilpionier. Er war Mitbegründer der 1909 in Bissingen/Enz, Königreich Württemberg, gegründeten Maybach-Motorenbau GmbH und Namensgeber der Automobilmarke Maybach.
Wilhelm Maybach entwickelte als Mitarbeiter Gottlieb Daimlers in dessen Konstruktionsbüro mit der sogenannten „Standuhr“ den ersten leichten und schnelldrehenden und damit als Fahrzeugmotor besonders geeigneten Verbrennungsmotor.

## Leben und Wirken

### Kindheit und Jugend
Als Wilhelm Maybach fünf Jahre alt war, zog seine Familie aus Heilbronn (Württemberg) in das 50 km entfernte Stuttgart, wo seine Eltern beide binnen drei Jahren starben. Weil er und seine vier Brüder zu Waisen geworden waren, erging im Stuttgarter Anzeiger ein Aufruf:

„Da sie nun gar keine Mittel zu ihrer Erhaltung haben, auch an Kleidern und Weißzeug sehr entblößt sind, so ergeht daher die herzliche Bitte an wohltätige Menschen, sich der armen Kinder durch Liebesgaben annehmen zu wollen, auch die kleinste Gabe ist willkommen.“

Daraufhin meldete sich der Pfarrer Gustav Werner und nahm den 13-jährigen Wilhelm in dem von ihm gegründeten Reutlinger Bruderhaus auf, in dem Waisenkinder aus armen Familien Erziehung und eine Ausbildung erhielten. Maybach wurde dort zum technischen Zeichner und Konstrukteur ausgebildet.

#### Im Bruderhaus zu Reutlingen schlossen Gottlieb Daimler und Maybach Bekanntschaft
In dem Bruderhaus lernten sich Maybach und Gottlieb Daimler kennen. Daimler war Leiter der Maschinenfabrik des Bruderhauses und erhielt Maybach als Assistenten zugeteilt. Daimler erkannte Maybachs Talent und wurde zu seinem Förderer. 1873 nahm Gottlieb Daimler Maybach mit zu der Gasmotoren-Fabrik Deutz bei Köln, dort wurde Maybach die Leitung des Konstruktionsbüros übertragen. Hier brachte Maybach den von Nikolaus Otto entwickelten Verbrennungsmotor mit Fremdzündung zur Serienreife. Als Daimler die Daimler-Motoren-Gesellschaft in Cannstatt gründete, wurde Maybach sein technischer Direktor und hatte damit maßgeblichen Anteil an der weiteren Automobilentwicklung.

#### Wegweisende Begegnung von Wilhelm Maybach mit Konsul Emil Jellinek
Um 1900 konstruierte Maybach auf Anregung des österreichischen Kaufmanns und Generalkonsuls Emil Jellinek (1853–1918) den Mercedes-Simplex, einen Rennwagen mit einem 35-PS-Vierzylindermotor und zwei Vergasern. Das Fahrzeug, ausgestattet mit Maybachs Erfindungen, dem Bienenwabenkühler und dem Zahnradgetriebe, stellte für damalige Verhältnisse das Auto der Zukunft dar. Jellinek nannte das Modell nach seiner Tochter Mercédès. 1904 entwickelte Maybach den ersten Sechszylinder-Mercedesmotor mit 70 PS. 1906 konstruierte er einen zukunftsweisenden 120-PS-Rennmotor mit hängenden Ein- und Auslassventilen, obenliegender Nockenwelle und Doppelzündung. Diese Kennzeichen wurden später bedeutend für die Mercedes-Flugmotoren (Mercedes D III) und für alle anderen Hochleistungsmotoren.

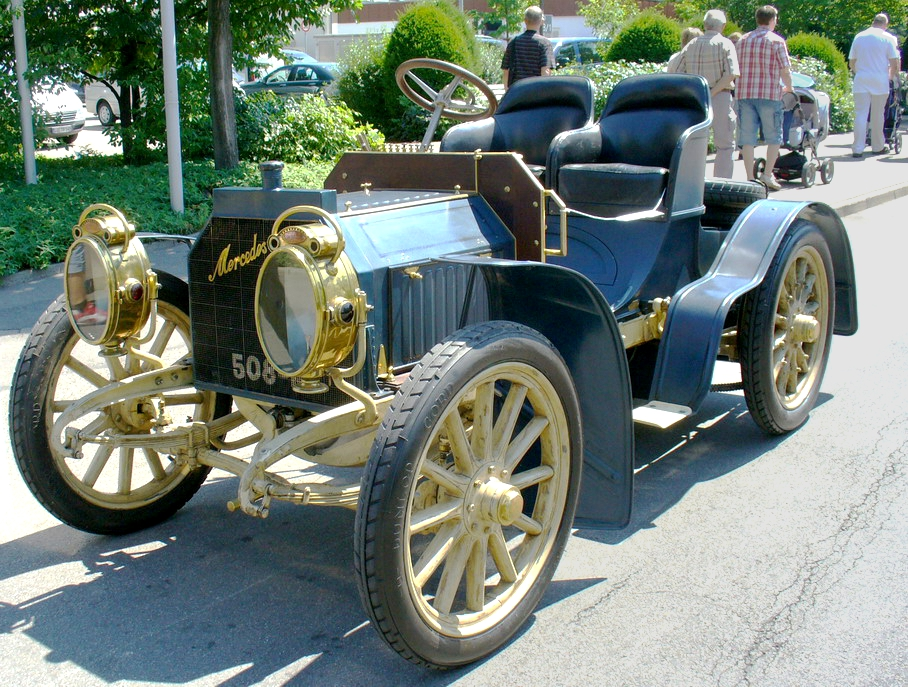
Mercedes-Simplex von 1902 mit einem Maybach-Motor
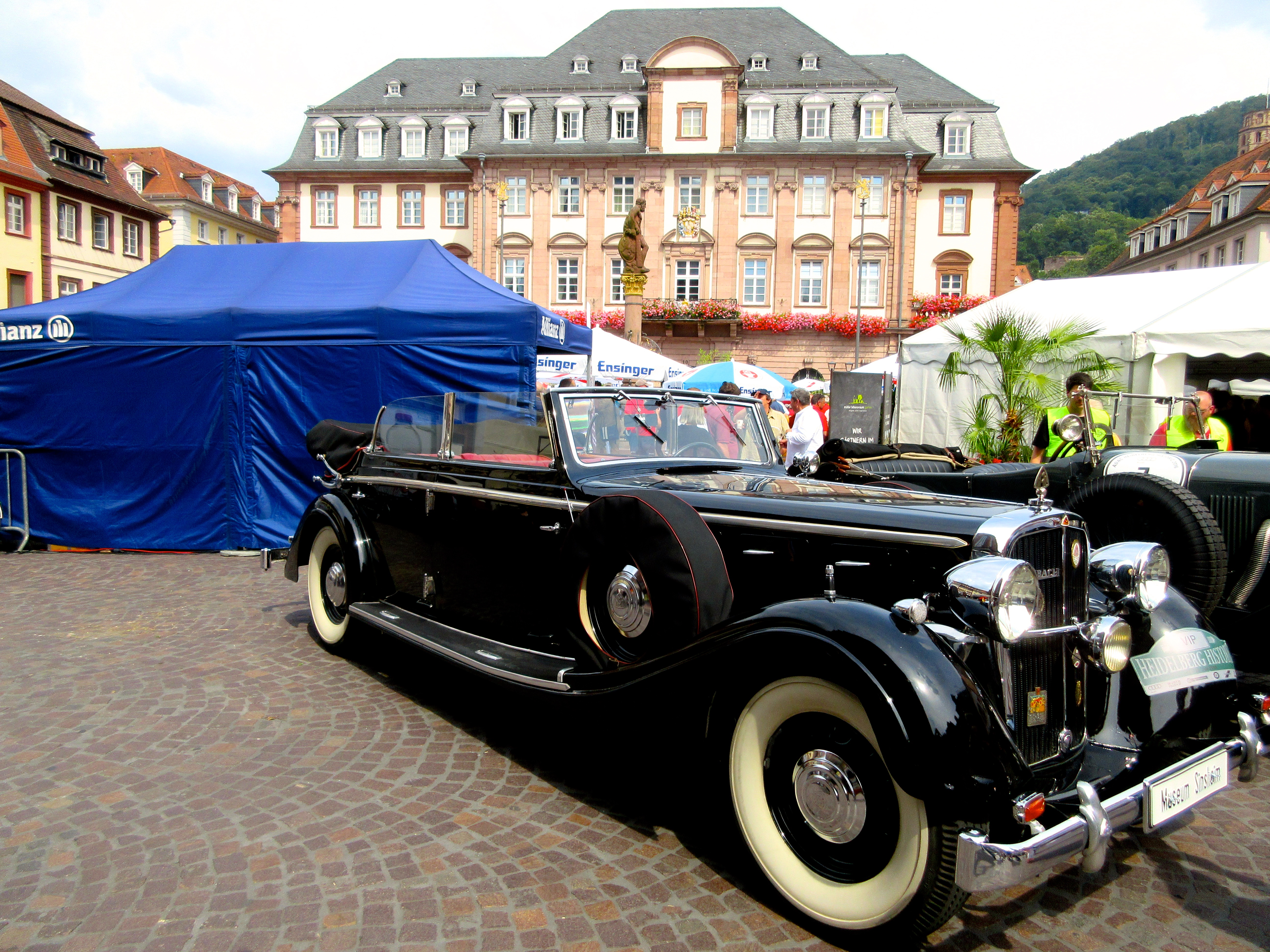
Maybach Cabrio Museum Sinsheim Parcours mit Stop in Heidelberg
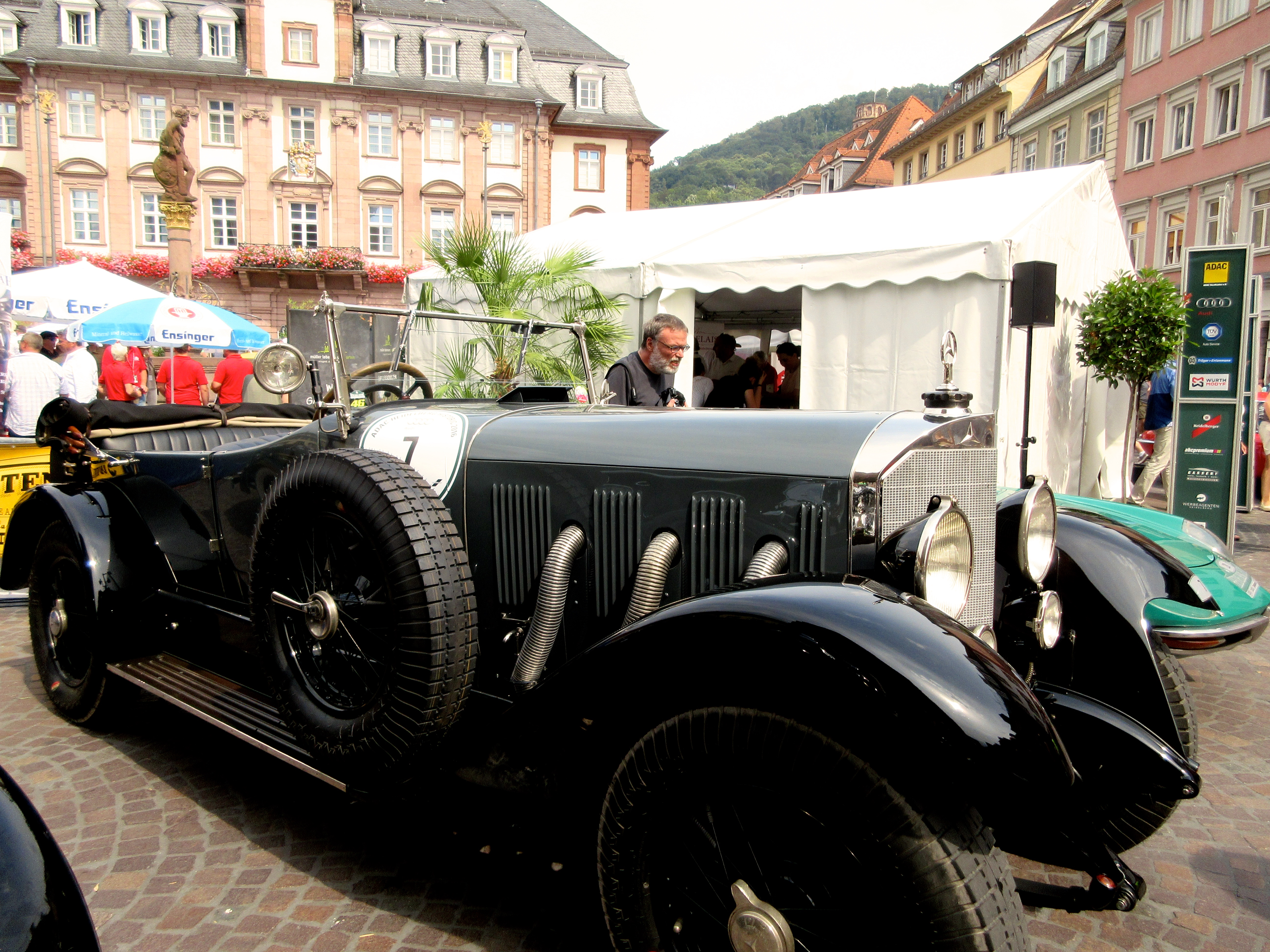
Mercedes Cabrio Auto- und Technikmuseum Sinsheim, Parcours mit Stop in Heidelberg
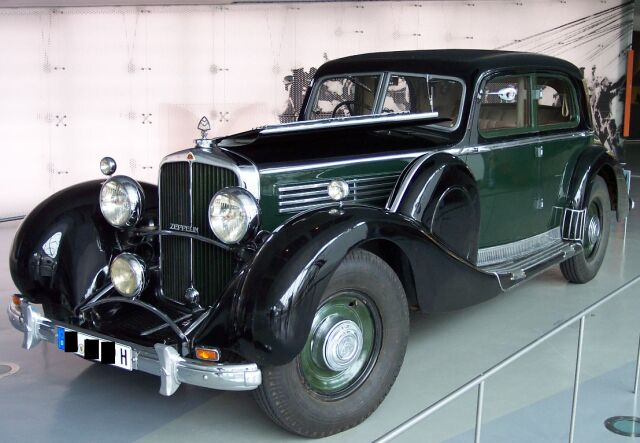
Maybach Zeppelin DS 8 mit einem Zwölfzylindermotor

#### Familie und Firmengründung der Maybach-Motorenbau GmbH

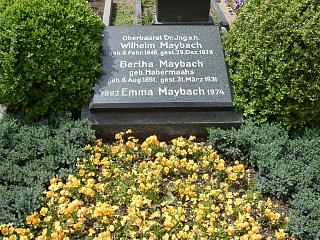
Familiengrab Maybach auf dem Uff-Kirchhof in Stuttgart-Bad Cannstatt, hier ruhen Wilhelm Maybach und weitere Familienmitglieder

Maybach heiratete 1878 die Maulbronner Wirts- und Posthalterstochter Bertha Wilhelmine Habermaahs (1851–1931); in Deutz kam 1879 ihr erster Sohn Karl Maybach († 1960) zur Welt, 1884 gefolgt vom zweiten Sohn Adolf († 1940 in Grafeneck) und der 1892 geborenen Tochter Emma († 1974).
Zusammen mit seinem Sohn Karl machte sich Maybach 1909 selbständig, und gemeinsam gründeten sie in Bissingen/Enz die Maybach-Motorenbau GmbH, die zunächst Motoren für Starrluftschiffe (Zeppeline) und später in Friedrichshafen Luxusautos herstellte (siehe auch MTU Friedrichshafen).
Wilhelm Maybach lebte bis zu seinem Tod in der Freiligrathstraße in Cannstatt in seiner Villa, die bis heute erhalten ist. Hier starb er am 29. Dezember 1929. Maybach wurde in unmittelbarer Nähe von Gottlieb Daimler auf dem Cannstatter Uff-Kirchhof (Abteilung 14) beigesetzt. Er war Mitglied des Vereins Deutscher Ingenieure (VDI) und des Württembergischen Bezirksvereins des VDI.
Die Ende 2012 eingestellte Automobilmarke Maybach gehörte zur damaligen Daimler AG.

## Ehrungen
- 1916 wurde Wilhelm Maybach von der Technischen Hochschule Stuttgart die Ehrendoktorwürde verliehen.
- 1922 wurde er mit der Grashof-Denkmünze des Vereins Deutscher Ingenieure ausgezeichnet.

Wilhelm Maybach ist namensgebend für folgende Einrichtungen:
- für die Wilhelm-Maybach-Schule, Gewerbliche Berufsschule in Stuttgart-Bad Cannstatt
- für die Wilhelm-Maybach-Schule in Heilbronn, welche ein Technisches Schulzentrum für Aus- und Weiterbildung mit Technischem Gymnasium ist und insbesondere in den Bereichen Fertigungs-, Metall-, Kraftfahrzeug- und Elektrotechnik tätig ist.
- für die Wilhelm-Maybach-Oberschule 5. OR Spandau (Realschule) in Berlin-Spandau
- für die Wilhelm-Maybach-Schule, Förderberufsschule und Förderberufsfachschule in Reutlingen
- für das Wilhelm-Maybach-Labor – ein Technik-Labor des Science Centers experimenta in Heilbronn
- Stuttgarter Maybachstraße